# Murayama
Murayama (jap. 村山市, -shi, wörtlich: „Dorfberg“) ist eine Stadt in der Präfektur Yamagata in Japan.

## Geographie
Murayama liegt südlich von Shinjō und nördlich von Yamagata.

## Geschichte
Die Stadt Murayama wurde am 1. November 1954 gegründet.

## Verkehr
- Zug:
  - JR Yamagata-Shinkansen: Bahnhof Murayama, nach Fukushima
  - JR Ōu-Hauptlinie
- Straße:
  - Nationalstraße 13
  - Nationalstraße 347

## Angrenzende Städte und Gemeinden

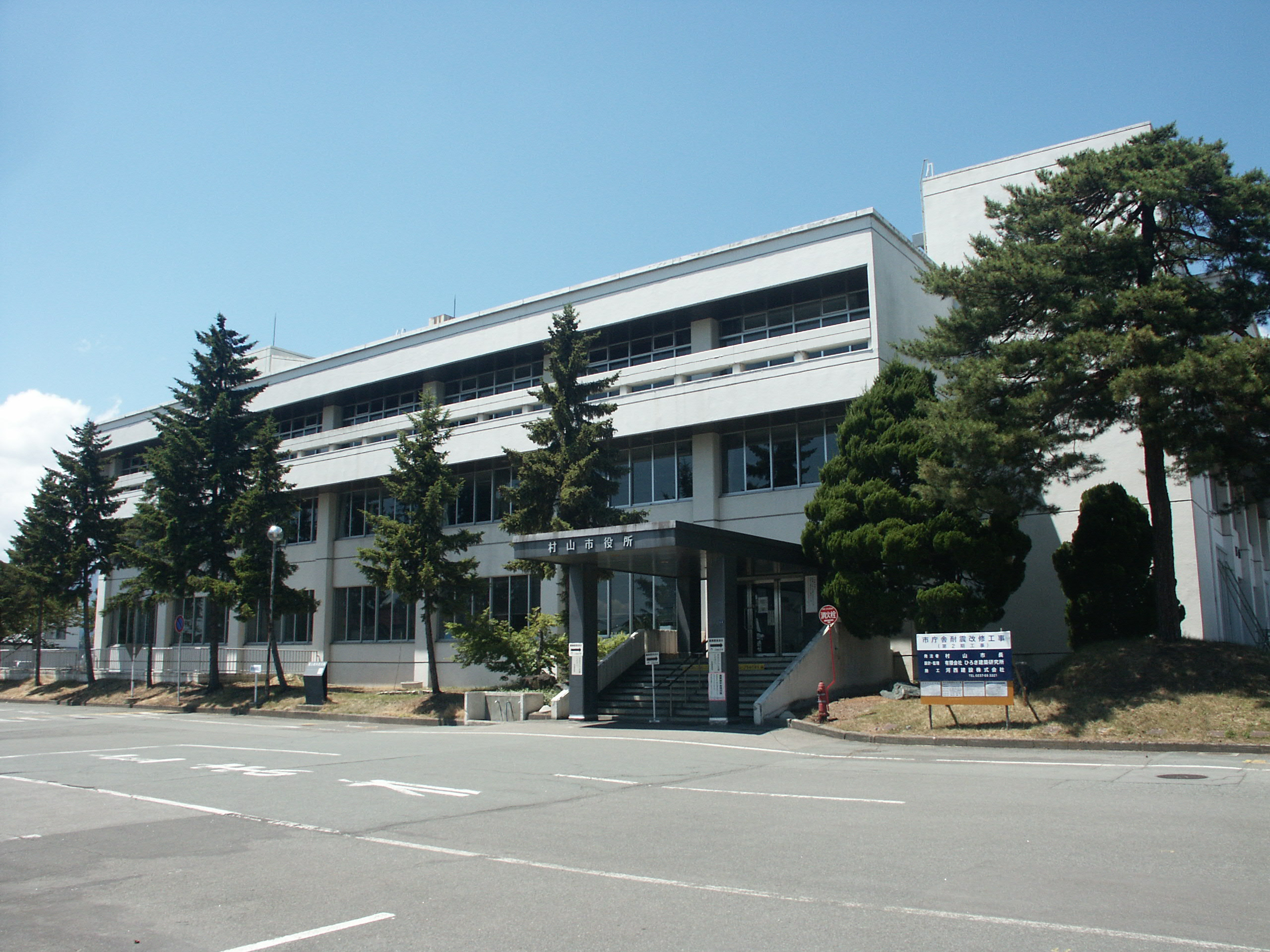
Rathaus

- Higashine
- Sagae
- Obanazawa